# KWV Wetteren
KWV Wetteren – belgijski klub szachowy z siedzibą w Wetteren, mistrz kraju z 2024 roku.

## Historia
Klub został założony 6 października 1972 roku, a inicjatorem jego powstania był Romain Van de Kerkhove. W 1977 roku z okazji pięciolecia w klubie gościł Max Euwe, który zagrał symultanę. Pięć lat później zespół wygrał Puchar Flandrii Wschodniej. Ponadto na początku lat 80. klub po raz pierwszy w historii awansował do Division 2. W 2016 roku nastąpiła fuzja z Drie Torens Gent i kontynuowanie działalności pod nazwą KWV Wetteren. W 2022 roku klub awansował do Division 1. W sezonie 2022/2023 klub zajął trzecie miejsce w rozgrywkach. Rok później KWV Wetteren zdobył mistrzostwo Belgii. W kadrze drużyny znajdowali się wówczas m.in. Daniel Fridman, Thomas Beerdsen, Eline Roebers, Gabriel Flom i Anna Zatonskih.